# Zug um Zug Legacy: Legenden des Westens
Zug um Zug Legacy: Legenden des Westens ist ein kampagnengetriebenes Brettspiel der Spieleautoren Rob Daviau, Matt Leacock und Alan R. Moon für zwei bis fünf Personen. Das Spiel baut auf dem Spiel Zug um Zug von Alan R. Moon auf und erschien 2023 bei Days of Wonder als Legacy-Spiel mit sich entwickelnden Regeln und Spielmaterialien. Nach zwölf Partien ist die Kampagne abgeschlossen und das Spiel kann danach als individuell entwickeltes Spiel genutzt werden.
Das Spiel wurde 2024 neben den Spielen e-Mission und Die Gilde der fahrenden Händler für das Kennerspiel des Jahres nominiert.

## Thema und Ausstattung
Wie Zug um Zug handelt es sich auch bei Zug um Zug Legacy: Legenden des Westens um ein Eisenbahnspiel, bei dem Eisenbahnstrecken in den Vereinigten Staaten aufgebaut werden müssen. Die Basisregeln entsprechen denen des Vorbilds, sie werden jedoch durch weitere Elemente ergänzt und im Gegensatz zum Original beginnt das Spiel mit einer Karte, die nur die Ostküste darstellt. Im Laufe des Spiels werden mit jeder abgeschlossenen Kampagne weitere Teile der Karte und weiteres Spielmaterial ergänzt sowie die Regeln für die kommenden Kampagnen weiter ausgebaut.
Das zu Beginn verfügbare Spielmaterial besteht neben der Spielanleitung aus:
- einem aus fünf Einzelteilen zusammengesetzten Spielplan, auf dem die Ostküste der Vereinigten Staaten mit den ersten verfügbaren Bahnlinien abgebildet ist,
- 90 Wagenkarten, davon je 12 Waggonkarten in sechs Farben, 12 Lokomotiven, sechs Zeitungen,
- 33 Zielkarten,
- 20 Ereigniskarten,
- eine Startkarte,
- 280 Waggons in fünf Spielerfarben,
- fünf Bonuskarten für die Bahngesellschaften,
- fünf Schachteln, in denen das Material für die fünf beteiligten Bahngesellschaften gesammelt werden kann,
- 18 Initiative-Reihenfolge-Markern,
- Spielgeld in Form von Münzen verschiedener Werte und
- einem Block mit Bankbelegen.

Zudem sind zu Beginn acht verschlossene Boxen mit Spielmaterial zur Erkundung weiterer Regionen, acht Regionen-Spielpläne, ein Kampagnenkarten-Stapel und 77 Postkarten enthalten.

## Spielweise
Das Spiel Zug um Zug Legacy: Legenden des Westens ist ein Kampagnenspiel, das über insgesamt 25 Szenarien gespielt wird. Über die Szenarien entwickeln sich die Charaktere und ihre Fähigkeiten, wobei die Grundregeln beibehalten und erweitert werden.

### Spielvorbereitung
Zu Beginn der Kampagne wählt jeder Mitspieler eine Spielfarbe aus, die er über die gesamte Kampagne von insgesamt 12 einzelnen Spielen behält. Die Spieler bekommen jeweils die Waggons und die Aufbewahrungsboxen in ihrer Spielerfarbe sowie die Bonuskarte für ihre Bahngesellschaft. Für das erste Spiel wird der Spielplan aus den vorhandenen fünf Kartenteilen zusammengesetzt, in den folgenden Spielen kommt jeweils ein Kartenteil hinzu. Zudem bekommt jeder Spieler Münzen im Wert von 5 US-Dollar. Der Wagenkartenstapel wird durch eine von der Anzahl der Mitspieler abhängige Anzahl Zeitungskarten ergänzt und gemischt, danach bekommt jeder Spieler vier Wagenkarten; aus den restlichen Wagenkarten wird ein verdeckter Nachziehstapel gebildet, fünf Wagenkarten werden offen ausgelegt. Die Zielkarten werden ebenfalls gemischt und jeder Mitspieler bekommt vier von diesen, aus denen er sich mindestens zwei als persönliche Zielkarten auswählt, die restlichen Karten bilden ebenfalls einen verdeckten Nachziehstapel, der auf dem Spielplan platziert wird.
Als nächster Schritt werden die obersten Karten des Kampagnenstapels verlesen, die der aktuellen Spielrunde entsprechen, und etwaige Anweisungen werden durchgeführt; in der Regel werden auf diesem Weg neue Karten, unter anderem Ereigniskarten, ins Spiel gebracht. Die gemischten Ereigniskarten bilden einen dritten Stapel, der neben dem Zielkartenstapel auf dem Spielplan abgelegt wird. Jeder Spieler nimmt sich nun die der aktuellen Spielrunde entsprechende Anzahl von Waggons aus seinem Vorrat, nur diese werden im aktuellen Spiel genutzt. Ein Spieler bekommt die Startkarte, in der Regel ist dies der Verlierer des letzten Spiels. Im Laufe der Kampagne kommen aufgrund zusätzlicher Regeln und weiterer Spielmaterialien weitere Vorbereitungsschritte hinzu.

### Spielgeschehen
In den einzelnen Szenarien versuchen die Mitspieler jeweils, über den Bau von Eisenbahnstrecken eine möglichst hohe Punktzahl zu erreichen. Dabei spielen die Mitspieler gegeneinander in den einzelnen Spielrunden sowie in der Gesamtkampagne. Beginnend mit dem Startspieler können die Mitspieler jeweils eine von drei möglichen Aktionen durchführen: Sie können entweder Wagenkarten nehmen, durch Ausspielen von Handkarten eine Strecke beanspruchen oder neue Zielkarten ziehen.
Die folgenden Aktionen können ausgeführt werden:
1. Möchte ein Spieler Wagenkarten nehmen, kann er diese sowohl aus der offenen Auslage wie auch vom verdeckten Stapel nehmen. In der Regel nimmt ein Spieler zwei Waggons beliebiger Farbe aus der Auslage oder zieht zwei verdeckte Karten. Entscheidet sich ein Spieler allerdings dazu, eine Lokomotive aus der offenen Auslage zu nehmen, darf er nur diese eine Karte nehmen. Die Auslage wird immer, nachdem ein Spieler eine Kate nimmt, wieder aufgefüllt. Taucht dabei oder beim Ziehen der verdeckten Karten eine Zeitungskarte auf, wird eine Ereigniskarte aufgedeckt und ihr Effekt tritt in Kraft, die Zeitungskarte wird abgelegt und durch eine neue Wagenkarte ersetzt.[1]
2. Möchte ein Spieler eine Strecke auf dem Spielplan beanspruchen, spielt er eine entsprechende Anzahl von farblich passenden Waggonkarten aus. Die Lokomotivenkarte gilt dabei als Jokerkarte und kann jede beliebige Farbe ersetzt. Sind zwei Städte mit mehreren parallelen Strecken verbunden, können diese einzeln beansprucht werden. Grau hinterlegte Strecken können mit Karten einer beliebigen Farbe beansprucht werden. Anders als bei anderen Zug-um-Zug-Versionen gibt es allerdings keine Punkt für Streckenlängen. Ab dem zweiten Spiel gibt es zusätzlich Strecken, die noch nicht einer Farbe zugeordnet sind – diese können ebenfalls mit Karten einer beliebigen Farbe beansprucht werden, sie werden danach mit Aufklebern dieser Farbe beklebt. Wird eine Strecke beansprucht, die mindestens zu einer als Großstadt gekennzeichneten Stadt führt, kann der Spieler anschließend eine Karte ziehen. Beansprucht ein Spieler eine Strecke der Farbe, die seiner Gesellschaft entspricht, bekommt er einen Gesellschaftsbonus. In späteren Spielrunden werden weitere Regeln ergänzt, die sich unter anderem auf das Beanspruchen von Strecken beziehen.[1]
3. Möchte ein Spieler neue Zielkarten nehmen, nimmt er sich drei Karten vom Nachziehstapel und wählt aus diesen mindestens eine aus, die er behalten muss.[1]

### Ende der Partie, Vorbereitungen einer neuen Runde
Die einzelnen Spielerunden gehen in die Endphase, wenn ein Spieler nach seinem Zug nur noch zwei oder weniger Waggons hat; danach ist jeder Spieler noch einmal an der Reihe, einschließlich der Person, die das Ende eingeleitet hat. Danach kommt es zur Wertung der Runde, die auf den Bankbelegen erfolgt. Jeder Spieler zählt seine Münzen und bekommt einen Bonus entsprechend der von ihm eingesetzten Waggons. Zudem wertet er seine Zielkarten, indem er alle Punkte der vollständig erfüllten Karten addiert und die potenziell nicht erfüllter von der Summe abzieht. Die einzelnen Positionen werden addiert und ergeben eine Gesamtpunktzahl, die auf dem Bankbeleg notiert werden.
Der Spieler, der nach dieser Rechnung die wenigsten Punkte hat, bekommt die Startkarte für die nächste Runde. Zudem darf er ein Ereignis archivieren. Danach werden die Karten des Kampagnenstapels bis zur nächsten Pausenkarte verlesen und eventuell neue Materialien und Regeln ins Spiel gebracht. Im Laufe des Spiels kommen weitere Aktionen hinzu, beispielsweise können hier später weitere Städte zu Großstädten entwickelt werden und den Spielern nwerden Personalkarten zugeordnet. Danach werden die Bankbelege in die Tresore der Aufbewahrungsschachtel gelegt und eventuell weiteres Material archiviert. Eine rundenweise Erweiterung des Spielplans um neue Regionen und damit auch eine regionentypische Erweiterung des Spielmaterials durch das Öffnen der entsprechenden Erweiterungsboxen erfolgt erst als neue Option, nachdem einige erste Runden auf dem Startplan gespielt wurden.

### Ende der Kampagne
Die Kampagne endet nach 12 Partien, die durch den Kampagnenstapel vorgegeben werden. Danach werden die Punkte der verschiedenen Bankbelege sowie weitere Punkte für verschiedene Aktivitäten während der verschiedenen Spiele addiert. Der Spieler mit den meisten Gesamtpunkten gewinnt das Spiel. Danach befolgen die Spieler die finalen Anwendungen der Kampagnenkarten, nach deren Abschluss das Spiel als individualisiertes und stabiles Spiel für zukünftige Partien ohne Kampagne genutzt werden kann.

## Entwicklung und Rezeption
Das Spiel Zug um Zug Legacy: Legenden des Westens wurde von den amerikanischen Spieleautoren Rob Daviau und Matt Leacock auf der Basis des Spiels Zug um Zug von Alan R. Moon entwickelt. Geplant war eine Veröffentlichung im Jahr 2017, der Veröffentlichungstermin verzögerte sich allerdings unter anderem aufgrund der COVID-19-Pandemie. Es erschien 2023 bei dem Verlag Days of Wonder in mehreren Sprachversionen unter anderem auf Englisch, Deutsch, Italienisch, Französisch, Spanisch, Portugiesisch, Polnisch, Russisch, Ungarisch Chinesisch und Japanisch.
Das Spiel wurde 2024 neben den Spielen e-Mission und Die Gilde der fahrenden Händler für das Kennerspiel des Jahres nominiert. Als Begründung der Jury verweist die Jury auf die Überraschung der Legacy-Kampagne „mit einzigartigen „Zug um Zug“-Momenten,“ wodurch das Spiel „vom 20 Jahre alten Klassiker auf ein neues Niveau gehoben“ wird. Der Spielekritiker Udo Bartsch beschreibt es als „reizvoll“, kritisiert jedoch unter anderem die Spielgeschichte der Besiedelung des Westens, die für ihn nicht als Klammer funktioniert, sowie einzelne Legacy-Elemente, die ihn teilweise sogar genervt haben. Er sei, gemessen an seinen hohen Hoffnungen und Erwartungen, „fast sogar enttäuscht.“ Harald Schrapers bewertet es dagegen als Topspiel und verteil 5 von 6 Würfelpunkten; auch er kritisiert allerdings die schwache thematische Einbettung sowie zusätzlich einen fehlenden Aufholmechanismus. Laut Andreas Becker in der spielbox ist das Entdecken des neuen Spielmaterials „eine einzige Freude“ und stellt klar, das einige neue Module eher „dezent in ihren Auswirkungen“ sind und andere „großartige Bereicherungen“, ohne dass sich das Spiel zu einem „kaum zähmbaren Regelmonster“ auswächst. In seiner Rezension bewertet er das Spiel mit neun von zehn möglichen Punkten.

## Belege
1. 1 2 3 4 5 6 7 8 9 10 11  Regelheft Zug um Zug Legacy: Legenden des Westens, Days of Wonder  2023
2. 1 2  Andreas Becker: Im Westen viel Neues, In: spielbox 5/2023, S. 36–37.
3. ↑  Versionen von Zug um Zug Legacy: Legenden des Westens in der Spieledatenbank BoardGameGeek (englisch); abgerufen am 18. Juli 2024.
4. ↑  Zug um Zug Legacy: Legenden des Westens auf spiel-des-jahres.de; abgerufen am 18. Juli 2024.
5. ↑  Udo Bartsch: Zug um Zug Legacy: Legenden des Westens, Rezension auf rezensionen-fuer-millionen.blogspot.com, 4. März 2024; abgerufen am 18. Juli 2024.
6. ↑  Harald Schrapers: Zug um Zug Legacy: Legenden des Westens, Rezension auf gamesweplay.de; abgerufen am 18. Juli 2024.